# هنري غرين (قاض أمريكي)
هنري غرين (بالإنجليزية: Henry Green)‏ هو قاضي أمريكي، ولد في 29 أغسطس 1828 في مقاطعة وارين في الولايات المتحدة، وتوفي في 16 أغسطس 1900 في اتلانتيك سيتي في الولايات المتحدة.